# Tri martolod

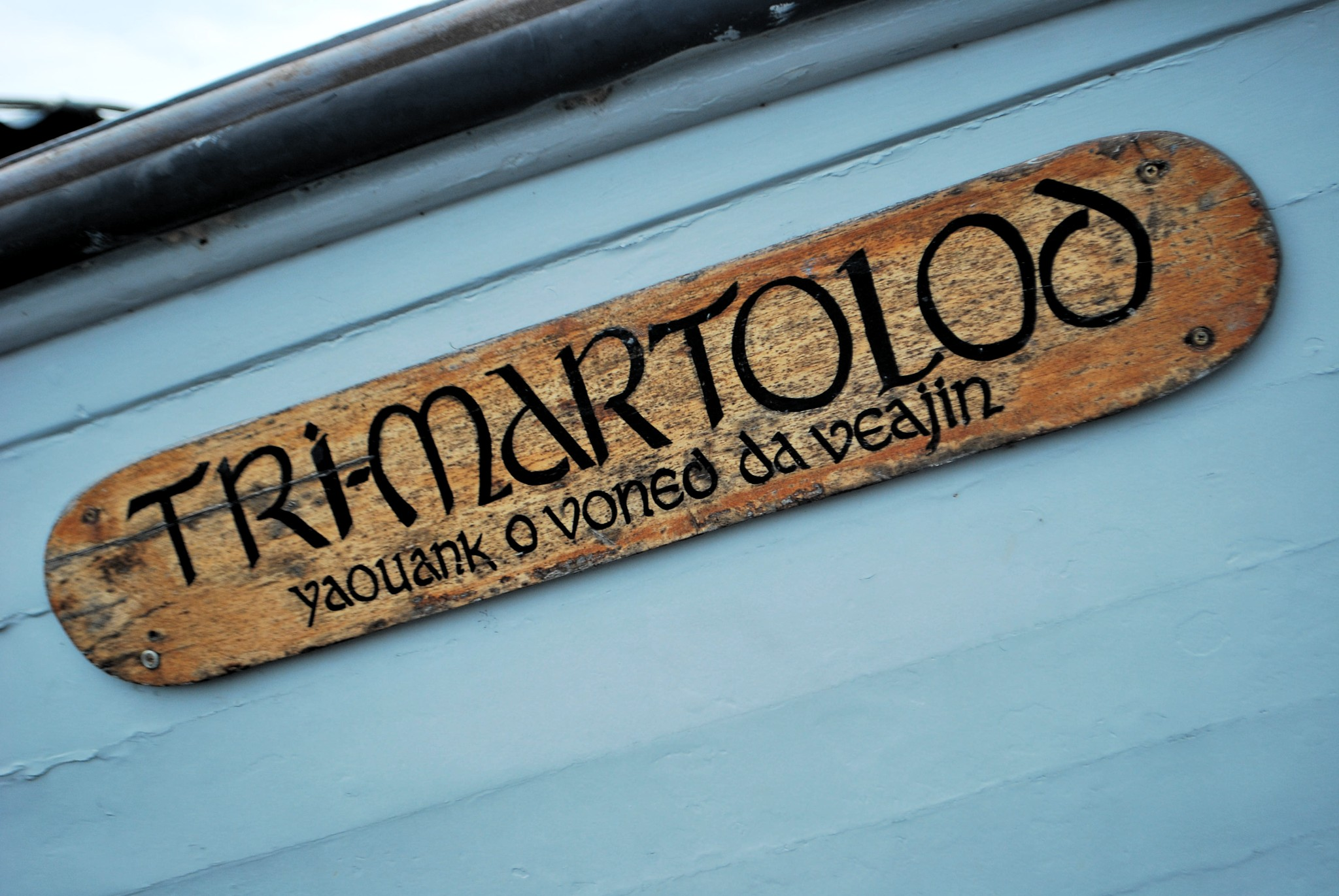
Tri martolod als Schiffsname eines bretonischen Holzboots

Tri martolod (bretonisch „Drei Matrosen“) ist ein bretonisches Volkslied. Textautor und Komponist der Melodie sind nicht bekannt; das Lied, das gelegentlich auch den Titel Tri martolod yaouank (Drei junge Matrosen) trägt, entstand vermutlich im 18. Jahrhundert. Die, soweit bekannt, älteste gedruckte Fassung stammt von 1809. In der von Polig Monjarret, einem Pionier der Rückbesinnung auf bretonische Identität und Kultur, 1968 veröffentlichten Liedersammlung Sonioù Pobl (Klänge des Volkes) hieß es An tri-ugent martolod (Die sechzig Matrosen). Auch zu diesem Lied wurde überall in der Bretagne getanzt. Unter dem Titel Les trois marins de Nantes (Die drei Seeleute aus Nantes) war es zudem in einer französischsprachigen Fassung verbreitet, wobei nicht bekannt ist, welche der beiden Sprachversionen die ursprüngliche ist.
Alan Stivell hat Tri martolod 1972 mit neuem Arrangement versehen, gesungen und als Vinyl-Single auf Fontana mit der B-Seite The King of the Fairies veröffentlicht. Das Lied ist außerdem auf seiner kommerziell erfolgreichen LP Alan Stivell à l’Olympia in einer gleichfalls rund dreieinhalb Minuten langen Fassung enthalten. Das Konzert im Olympia vom 28. Februar 1972 war zudem live auf Europe 1 übertragen worden. Stivells folgende Single Pop-Plinn, einer der ersten Titel des „Bretonenrock“ (Brezhoneg Raok), verkaufte sich in den Plattengeschäften zwar besser als dieses Traditional, aber Tri martolod entwickelte sich neben der inoffiziellen Nationalhymne Bro gozh ma zadoù in den folgenden Jahrzehnten zu einem der bedeutendsten identitätsstiftenden Lieder der bretonischen Musik.
Seit dem Beginn der „bretonischen Renaissance“ Ende der 1960er Jahre wurde das Lied bei Konzerten und durch Plattenaufnahmen insbesondere auch durch Tri Yann und Nolwenn Leroy sowie eine Vielzahl weiterer Interpreten einer breiten Öffentlichkeit in Erinnerung gehalten. Auch Stivell hat es, häufig mit unterschiedlichen Arrangements, während seiner gesamten Karriere regelmäßig vorgetragen. Es ist seither in zahlreiche andere Sprachen übersetzt und in unterschiedlichen Stilrichtungen aufgenommen worden. So singen Santiano es in einer Mischung aus deutschen und bretonischen Strophen, Manau hat die Melodie in seinen Hip-Hop-Millionen-Hit La tribu de Dana eingearbeitet und die Schweizer Band Eluveitie eine Folk-Metal-Version veröffentlicht.

## Der Text

### Form und Handlung
Die längste überlieferte Fassung des Liedes besteht aus 20 Strophen. Sie setzen sich durchgehend jeweils aus einem zweizeiligen Couplet und einem zweizeiligen Refrain zusammen, in dem der letzte Teil der zweiten Verszeile doppelt wiederholt wird. Am Ende jeder ersten Zeile folgt ein längeres Trällern ohne lexikalische Bedeutung (tra la la …), nach der ersten Refrainzeile ein knapper Ausruf (gê!). Insofern weist jeder dieser Vierzeiler lediglich eine kurze Information auf – beispielsweise „Drei junge Matrosen machten sich auf die Reise“ –, die vollständig bereits in der zweiten Zeile formuliert ist. Diese Liedform entspricht dem traditionellen Kan ha diskan, sinngemäß „Gesang und Antwort“, bei dem ein Wechselgesang zwischen zwei, seltener drei Sängern oder Sängerinnen erfolgt. Im Unterschied zu dem verwandten formbildenden Prinzip des Call and Response kommt den Vortragenden hierbei aber eine gleichwertige Bedeutung zu, weil beide den Tanzenden Tempo und Rhythmus vorgeben.
In nahezu allen historischen Varianten des Lieds (siehe dazu weiter unten) besteht in den Strophen eine identische Metrik mit 13 Versfüßen, davon sieben im Refrain.
Der Text beginnt mit der Beschreibung einer Atlantikfahrt dreier junger Seeleute nach Nordamerika und entwickelt sich ab der fünften Strophe zu einem Dialog zweier Menschen, die beide in ärmlichen Verhältnissen leben. Bei diesem Übergang wechselt auch die Erzählperspektive; an die Stelle des unbeteiligten Erzählers (auktoriale Situation) tritt die direkte Unterhaltung zwischen einem der Matrosen – die beiden anderen kommen in der Folge nicht mehr vor – und einer Frau, der er nach dem Anlegen begegnet. Schnell stellt sich heraus, dass die beiden sich nicht nur aus Frankreich kennen, sondern sich dort die Ehe versprochen und in Nantes sogar schon gemeinsam Trauringe angeschaut hatten. Allerdings waren beide mittellos, so dass sie das Versprechen nicht einhalten konnten. Aufgrund welcher Umstände sie damals getrennt wurden, beantwortet das Lied ebenso wenig wie die Frage, was die Frau „über den großen Teich“ verschlagen hat.
An dieser Stelle des Liedes, mit der achten Strophe, wechselt das Tempus von der Vergangenheits- in die Zukunftsform (futur simple) – das Paar spricht also darüber, was sie ab jetzt tun werden. Dabei beschreibt die Frau ihrer beider materielle Situation detailliert und anschaulich: „Wir besitzen kein Haus und keinen Halm [sinnbildlich für einen Acker], nicht einmal ein Bett, weder Laken noch Zudecke oder Kopfkissen. Es fehlen uns Essnapf und Löffel und alles, woraus wir Brot backen können“ (Nous n’avons ni maison ni paille, ni lit pour dormir la nuit, […] ni drap ni couverture ni édredon sous la tête, […] ni écuelle ni cuiller. […] Ni de quoi faire du pain). Er hält dem entgegen, dass sie sich einfach die Natur zum Vorbild nehmen sollen: „Wir machen es wie das Feldhuhn und schlafen auf dem Boden; und so wie die Schnepfe stehen wir bei Sonnenaufgang auf“ (Nous ferons comme la perdrix: nous dormirons sur la terre. Nous ferons comme la bécasse: quand le soleil se lève elle va courir). Mit der anschließenden Erklärung, sein Lied sei nun zu Ende, aber „setze es fort, wer das vermag“, lässt er offen, ob sich die skeptische Vernunft oder die naive Liebe durchsetzt und die Beziehung des Paares diesmal eine Fortsetzung findet. Dieser offene Schluss ermöglichte es zudem, durch Hinzudichtung weiterer Strophen die Dauer des Tanzes zu verlängern.

### Alan Stivells Fassung von 1972

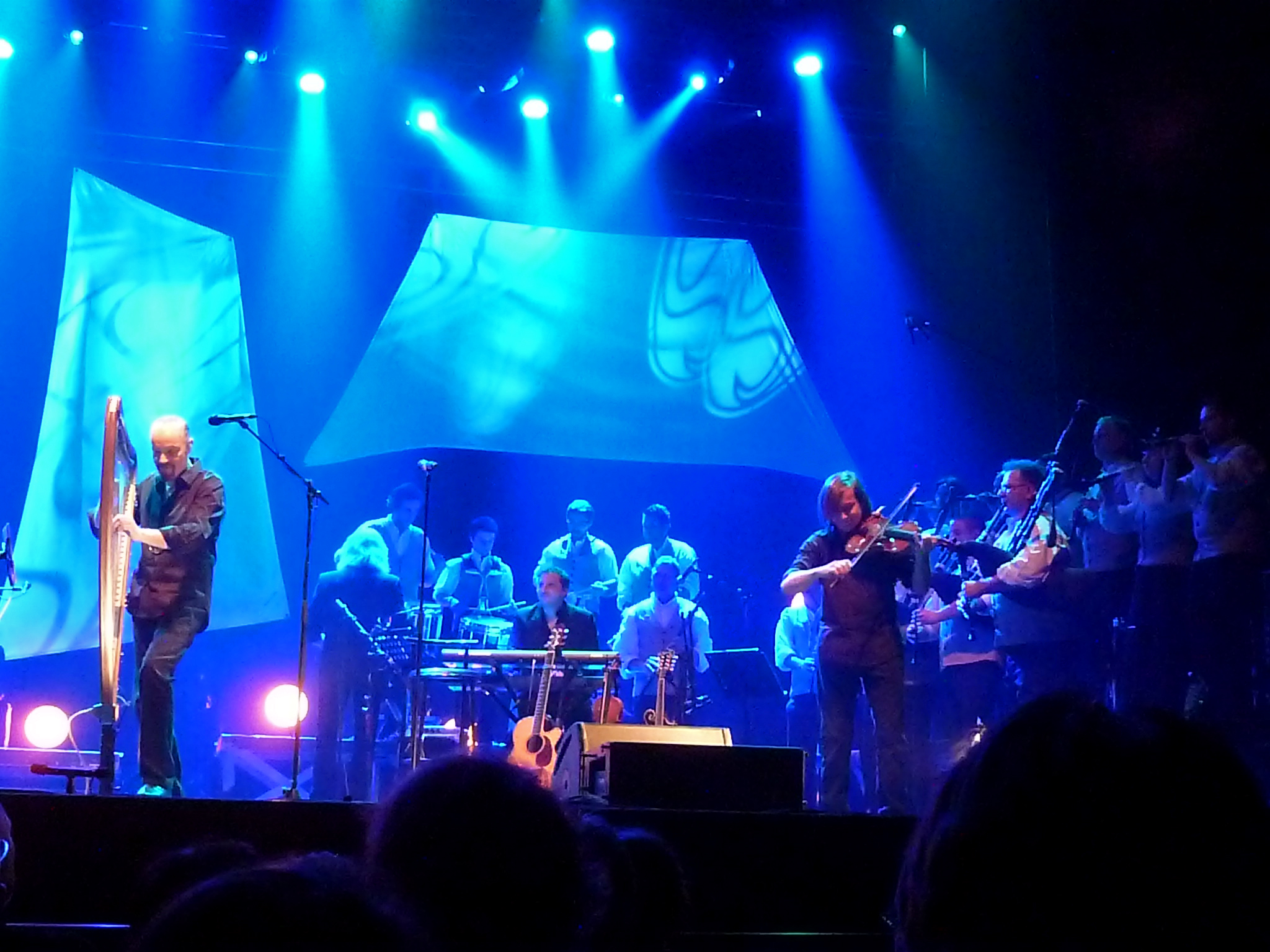
Harfenist Alan Stivell (links) 2012 im Olympia mit einer bretonischen Bagad

Alan Stivell hat in seinen frühen Schallplattenfassungen lediglich die ersten sechs Strophen verwendet (siehe den bretonischen Text und die deutsche Übersetzung hierunter); andere Versionen wie etwa die von Tri Yann sind länger ausgefallen. Dass ihnen mit der Kurzfassung der Hauptteil der Handlung mit seiner überraschenden Wendung verborgen blieb, dürfte Anfang der 1970er aber nur einem sehr kleinen Teil der Zuhörer bewusst geworden sein, denn die Zahl der Franzosen, die die bretonische Sprache wenigstens passiv beherrschten, war seinerzeit äußerst gering. Deren Gebrauch wurde durch die von Stivell und anderen ausgelöste Rückbesinnung auf die eigenständige bretonische Kultur ja erst „wiederbelebt“. Dessen ungeachtet nahmen schon damals bald „Bands und Orchester selbst in [Pyrenäenorten wie] Tarbes und Pau Stücke wie Tri martolod […] in ihr Repertoire auf“.
Zwei thematische Aspekte dieses Lieds waren dem Sänger persönlich nicht ganz unvertraut. So hatte er bereits 1970 auf seiner LP Reflets ein Je suis né au milieu de la mer betiteltes Stück über die Armut von Seemannsfamilien veröffentlicht. Und die Abwanderung von Bretonen aus ihrer Heimat hatte auch seine eigenen Familie betroffen; sowohl seine in der Landwirtschaft tätigen Großeltern väterlicherseits als später auch einer ihrer Söhne, Alans Vater, waren aus dem Morbihan nach Paris gezogen, wo sie sich ein besseres Auskommen erhofften.
Während Stivells Konzert im Olympia geschah etwas, das in dem ehrwürdigen Musiktheater absolut ungewöhnlich war: Teile des Publikums standen auf und begannen zu dem Stück zwischen den Stuhlreihen zu tanzen. Dies sollte sich ein Jahr später bei einem Auftritt im Bobino wiederholen. Allmusic erklärt dies mit den Worten, „die emotionalen Schwingungen während des gesamten Vortrags [seien] durchweg reizvoll, weit über die [rational] erfassbaren musikalischen Qualitäten hinaus“. Der Künstler selbst, der das Lied 1972 anfangs lediglich als eines von mehreren bretonischen Liedern für seinen Olympia-Auftritt ausgewählt hatte, äußerte 2012 im Rückblick dazu, dieses Lied sei „kein emblematischer Rock-Song gewesen; vielleicht war es gerade das, was dem Publikum so gefallen hat.“ Tatsächlich wurden von der Langspielplatte im ersten Jahr nach ihrem Erscheinen rund 150.000 Exemplare verkauft, in den folgenden Jahren etwa 50.000 weitere. Zahlen für die Single werden in der verwendeten Literatur nicht angegeben.
Tri martolod yaouank tra la la la la la la la la la

Tri martolod yaouank o voned da veajiñ

O voned da veajiñ, gê!

O voned da veajiñ.

Gant ’n avel bet kaset tra la la …

Gant ’n avel bet kaset betek an Douar Nevez

Betek an Douar Nevez, gê!

Betek an Douar Nevez.

E-kichen mein ar veilh tra la la …

E-kichen mein ar veilh o deus mouilhet o eorioù

O deus mouilhet o eorioù, gê!

O deus mouilhet o eorioù.

Hag e-barzh ar veilh-se tra la la …

Hag e-barzh ar veilh-se e oa ur servijourez

E oa ur servijourez, gê!

E oa ur servijourez.

Hag e c’houlenn ganin tra la la …

Hag e c’houlenn ganin pelec'h 'n eus graet konesañs

Pelec’h ’n eus graet konesañs, gê!

Pelec’h ’n eus graet konesañs.

E Naoned er marc’had tra la la …

E Naoned er marc’had hor boa choazet ur walenn

Hor boa choazet ur walenn, gê!

Hor boa choazet ur walenn.
Drei junge Matrosen, tra la la …

Drei junge Matrosen machten sich auf die Reise

Machten sich auf die Reise, he ho!

Machten sich auf die Reise

Unterstützt von den Winden, tra la la …

Unterstützt von den Winden bis in die Neue Welt

Bis in die Neue Welt, he ho!

Bis in die Neue Welt.

Nahe einem Mühlenstein, tra la la …

Nahe einem Mühlenstein haben sie den Anker fallen gelassen

Haben sie den Anker fallen gelassen, he ho!

Haben sie den Anker fallen gelassen.

Und in der Mühle, tra la la …

Und in der Mühle, da war eine Dienstmagd

Da war eine Dienstmagd, he ho!

Da war eine Dienstmagd.

Und die fragt mich, tra la la …

Und die fragt mich, woher wir uns kennen

Woher wir uns kennen, he ho!

Woher wir uns kennen.

Auf dem Markt von Nantes, tra la la …

Auf dem Markt von Nantes hatten wir einen Trauring ausgesucht

Hatten wir einen Trauring ausgesucht, he ho!

Hatten wir einen Trauring ausgesucht.

### Sozialer Hintergrund
Die fiktive Handlung des Lieds spielt sich durchaus realitätsnah vor dem sozialgeschichtlichen Hintergrund ihrer Protagonisten ab. Das Leben der bretonischen Hochseefischer – um solche könnte es sich bei den drei Matrosen gehandelt haben, aber die Lebensbedingungen waren auch für einfache Seeleute in der Handelsschifffahrt nicht grundsätzlich besser – war alles andere als romantisch. Daran hat auch die Französische Revolution von 1789 für die körperlich Arbeitenden aus dem Dritten Stand wenig geändert. Die Flotten befischten weite Teile des Nordatlantiks bis nach Neufundland (Douar Nevez, auf Französisch Terre-Neuve, wörtlich übersetzt „Neue Welt“ – siehe die zweite Strophe hierüber) vor der kanadischen Küste. Seit dem 17. Jahrhundert waren diese Gewässer das wichtigste Fanggebiet bretonischer Kabeljaufischer; ab dem 19. Jahrhundert kam das Seegebiet um Island hinzu. Während der Fangsaison verrichteten die Mannschaften ihre Arbeit unter härtesten und oft lebensgefährlichen Bedingungen, wie es beispielsweise Pierre Loti in seinem 1886 erschienenen Roman Pêcheur d’Islande („Islandfischer“) beschreibt.

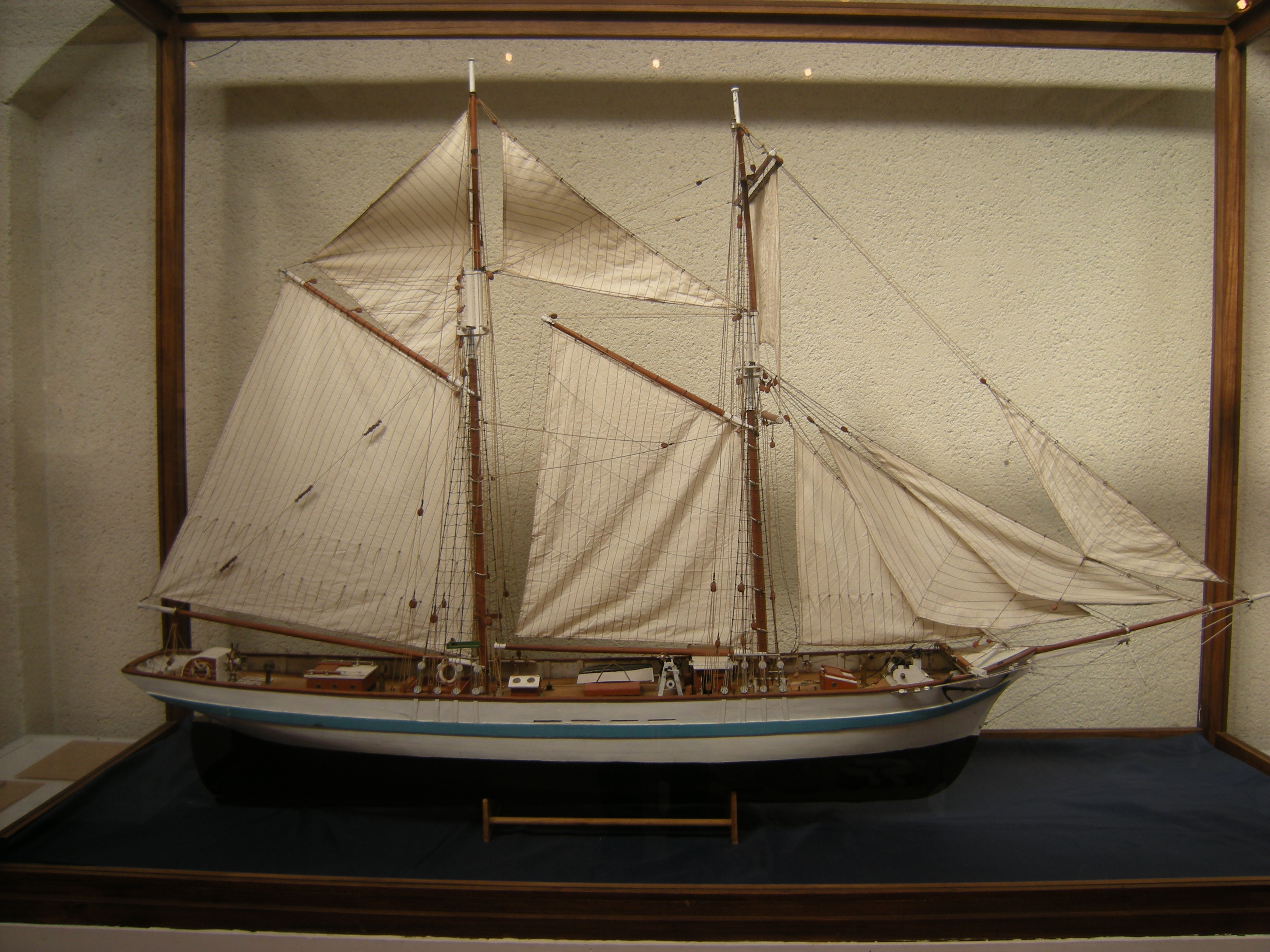
Modell einer bretonischen Goélette (19. Jhd.)

Wenn die Männer dann nach einigen Monaten auf hoher See in ihre Heimatorte zurückkehrten, mussten sie, abgesehen von gelegentlichen Instandsetzungsarbeiten an den Schonern (goélettes) oder anderen Handlangerdiensten, bis zum nächsten Frühjahr von ihrer schmalen Heuer beziehungsweise dem Anteil an den Fangerträgen leben. Immer wieder kam es aufgrund der mangelhaften Versorgung mit Nahrungsmitteln zu Aufständen wie beispielsweise 1787 in Paimpol und anderen bretonischen Hafenstädten, in denen die Fischereiflotten stationiert waren.
Diese Umstände veränderten sich erst im 19. Jahrhundert, und dann auch nur in Teilgebieten der Bretagne. So erwarben beispielsweise einzelne Familien am nordöstlichsten Küstenabschnitt rund um Saint-Malo ein kleines Stück Land, das ihre Frauen und Kinder bearbeiteten, während die „Neufundländer“ (terre-neuvas) auf Fahrt waren; Joël Cornette bezeichnet diese Familien als „Seemannsbauern“ (marins-paysans). Auch die Fischverarbeitung (Konservierung, Verpackung) entwickelte sich erst ab 1796 – und dann schwerpunktmäßig an der südwestlichen Küste der Bretagne zwischen Douarnenez und Nantes – in einem Ausmaß, das viele zusätzliche Arbeitsmöglichkeiten nicht nur für Männer, sondern auch für Frauen und Mädchen ab zwölf Jahren schuf.
Bei Frauen waren feste Beschäftigungsverhältnisse als Dienstmagd in der Landwirtschaft und insbesondere als Dienstmädchen (domestique) in den Haushalten des Kleinadels und des städtischen Bürgertums laut Monnier und Cassard höchst begehrt, weil sie dort – „wenn auch um den Preis unbegrenzter Arbeitszeit und quasi nicht existierender persönlicher Freiheit“ – Kost und Logis sowie einen gewissen Schutz durch ihre Herrschaften erhielten. Allerdings gab es in der Bretagne des 18. Jahrhunderts maximal gut 8.000 solcher Stellen, weshalb es manche junge Frau in der Hoffnung auf feste Anstellung und ein auskömmliches Leben in andere Teile Frankreichs oder in das Ausland trieb.
Gerade die Bretagne war zudem, anders als andere Teile des Königreiches, von 1740 bis in die 1780er Jahre von einer ökonomischen Dauerkrise betroffen, verursacht durch häufige, klimatisch bedingte Missernten, Landflucht, mehrere Epidemiewellen (Pocken, Typhus, Ruhr), überdurchschnittliche Mortalität, Preissteigerungen für Grundnahrungsmittel, Kriegsfolgen (Siebenjähriger und Amerikanischer Unabhängigkeitskrieg), britische Küstenblockaden und anderes. Joël Cornette nennt das 18. das „finstere, schwarze Jahrhundert“ der bretonischen Geschichte. Hinzu kam in den 1780ern eine zunehmende Konzentration der Kabeljaufangflotten und ihrer Anlandungen in Saint-Malo und an der Bucht von Saint-Brieuc, was zu Lasten der Häfen in der ganz überwiegend bretonischsprachigen Niederbretagne ging. Insofern übertreibt Tri martolod die Situation des Paares keineswegs, und das war den Menschen, die das Lied hörten oder dazu tanzten, auch durchaus bewusst. Denn es war ihre eigene Lebenssituation und die ihrer Angehörigen und Freunde.

## Musik, Tanz und Instrumentierung

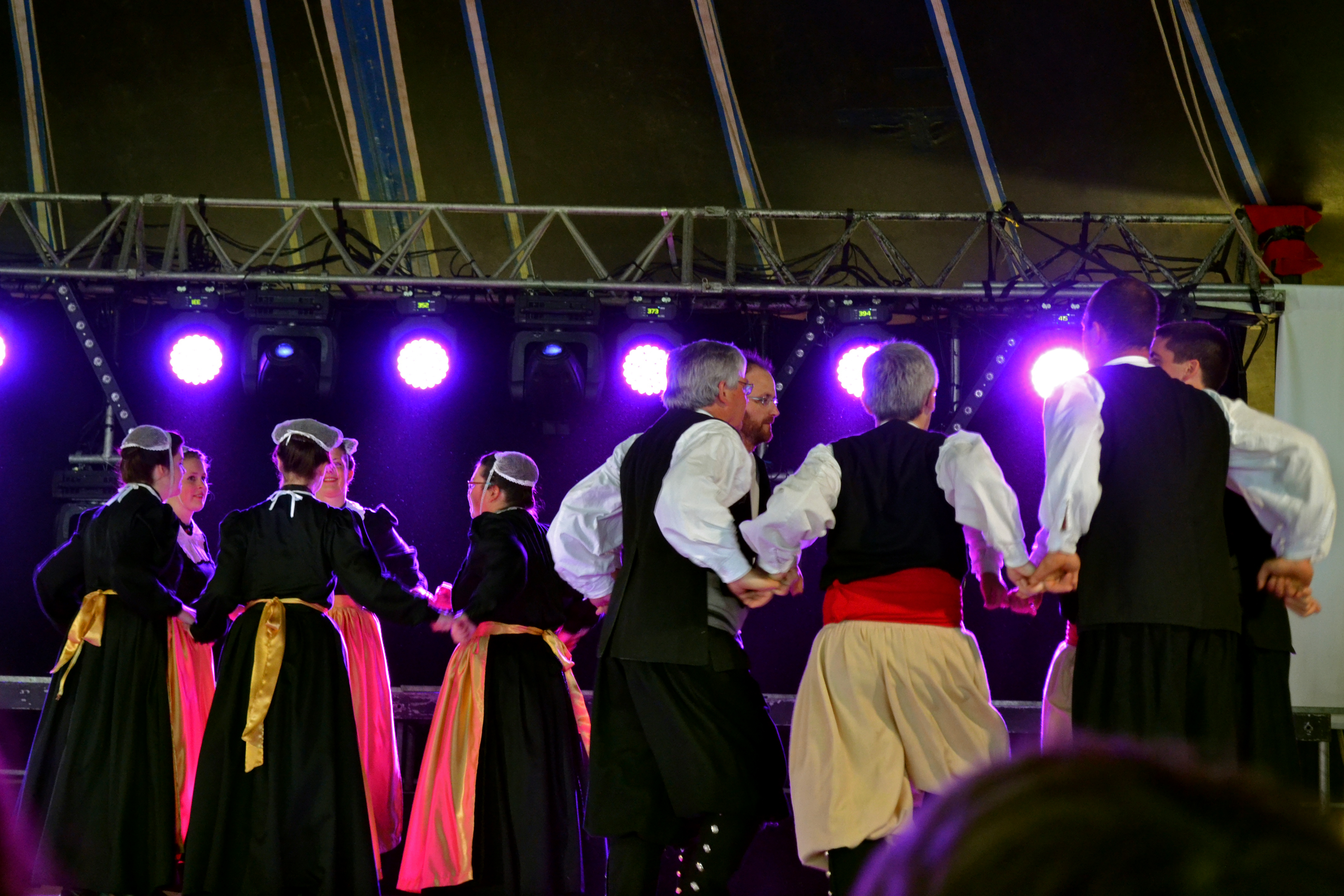
An-dro-Tänzer in historischer Tracht

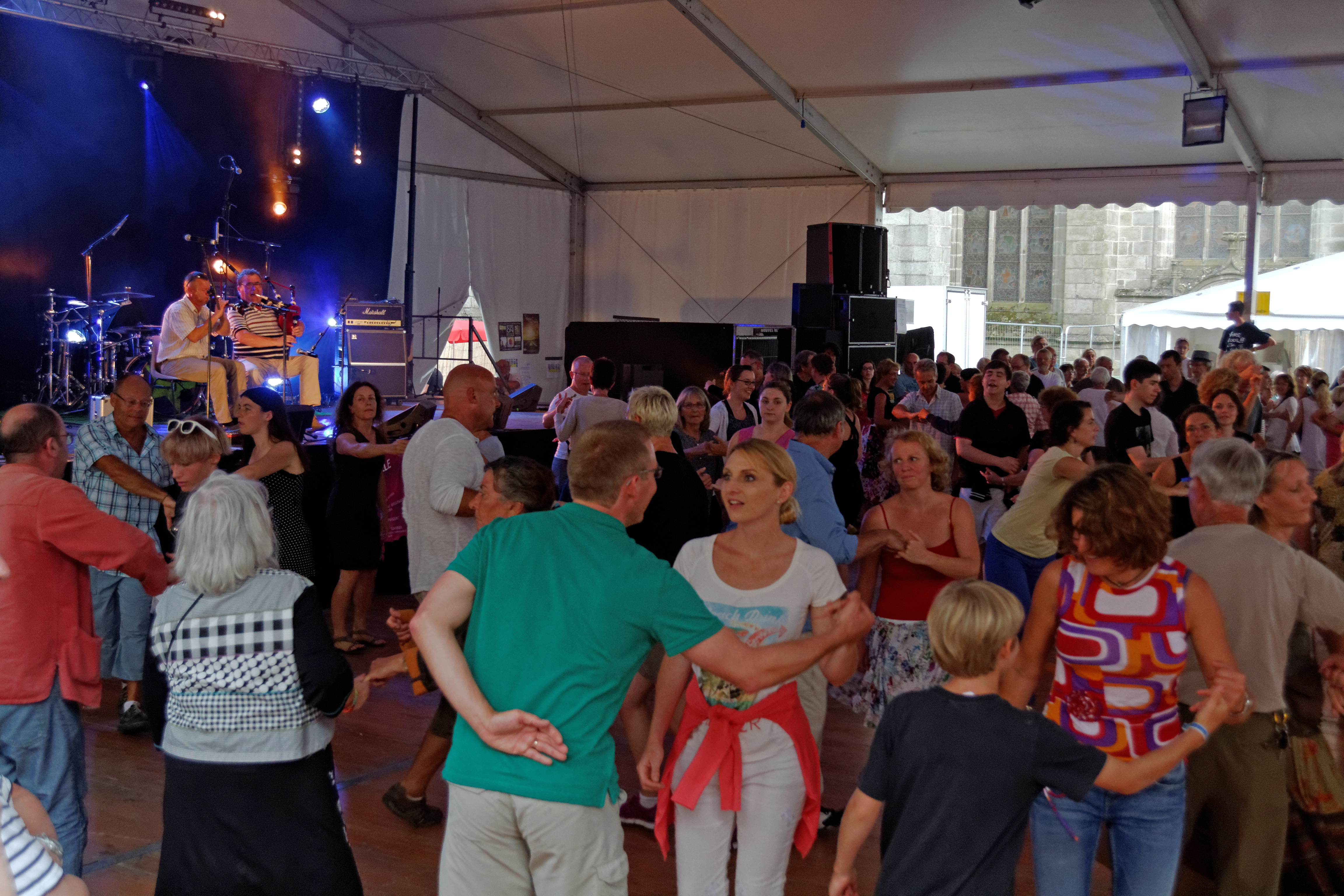
Zum Paartanz aufgelöster Rundtanz

Laut Pascal Lamour, seit Jahrzehnten selbst ein preisgekrönter bretonischer Musiker und Arrangeur, haben Musikwissenschaftler bei Liedern aus dieser Region häufig Schwierigkeiten damit, die Melodie adäquat zu notieren. Dies erklärt er damit, dass diese Lieder im Vortrag immer wieder „Mikrovariationen aufweisen [und] gelegentlich bezüglich Rhythmus wie Melodie alles andere als regelmäßig ausfallen“. Nach Tom Kannmacher sind Volkslieder generell „den Strömungen von Tradition, Kulturepochen, Herrschaftsverhältnissen unterworfen und [nehmen] somit nie feste Formen an, die man dokumentarisch oder materiell fassen könnte“. Diese Vielfalt der musikalischen Interpretation wurde, wie bei dem Text mit seinen zahlreichen Variationen, auch durch die mündliche Form der Überlieferung begünstigt.
Die Melodie steht im dorischen Modus, der für die keltisch-angelsächsische Folklore genretypisch ist. Da die dorische Skala bis auf die 6. Stufe mit der Mollskala übereinstimmt, wird für eine passende Harmonisierung als Grundtonart der entsprechende Moll-Dreiklang verwendet. Ein Spezifikum traditioneller bretonischer Musik besteht darin, dass

„ihre verwendeten Tonarten sich nicht auf Dur und Moll beschränken. Trotz eines geringen Tonumfangs, der kaum mehr als eine Oktave und meist bloß eine Sexte umfasst, finden sich mehr als 20 diatonische Tonleitern, häufig neben pentatonischen.“

Zu dem im Viervierteltakt gehaltenen Lied wurde und wird auf den sehr verbreiteten bretonischen Volksfesten (Fest-noz) häufig getanzt, meist in einer ronde à trois pas (Dañs round), also einem Drei-Schritte-Rundtanz, einer Form, die überall in der Bretagne verbreitet ist und ihren regionalen Ausgangspunkt in der Küstenregion der südlichen Cornouaille hatte. Zu diesem Tanz passt Tri martolod rhythmisch sehr gut, weil sich das Tempo des Refrains gegenüber den beiden vorangehenden Verszeilen erhöht. Beispielsweise im Pays de Léon wurde es auch als Gavotte (Dañs tro) getanzt, wie etwa in der Gavotte de Lannilis oder Gavotte du Bas-Léon. Laut Bernard Lasbleiz war der Rundtanz bei Fischern und Seeleuten an der gesamten französischen Atlantikküste zwischen Normandie und Baskenland beliebt.
Anstelle eines Wechselgesanges (Kan ha diskan) kam und kommt die Musik bei Festen in der Bretagne häufig von zwei Instrumentalisten, typischerweise mit Binioù und Bombarde, und in jüngster Zeit tanzen Besucher dazu auch nicht mehr nur in einer kreisförmigen Kette, sondern paarweise (siehe das untere Bild hierneben, 2014 beim Festival de Cornouaille in Quimper aufgenommen).
Alan Stivell hat mit seiner Songversion die traditionellen Elemente dieser Volksmusik mit dem Rock-Zeitalter verknüpft, und das insbesondere aufgrund der von ihm gewählten Instrumentierung. Neben der mittelalterlichen, allerdings mit Stahlsaiten bespannten keltischen Harfe, der er zur Wiedergeburt verholfen und eine eigene Langspielplatte (Renaissance de la Harpe celtique, ebenfalls von 1972) gewidmet hatte, griff er für Tri martolod auf der Single wie der Live-LP Alan Stivell à l’Olympia mit der Fiddle und einem Lauteninstrument (hier ein Banjo) auf weitere Instrumente zurück, die in der Musik keltischer Regionen häufig Verwendung finden. Das Lied beginnt mit einem längeren Harfensolo, und die Harfe begleitet anschließend seinen Gesang bis zum Ende. Auch wenn hier auf Bombarde und bretagnetypische Dudelsäcke (Binioù kozh, Binioù bihan, Cornemuse) verzichtet wurde, stattdessen E-Gitarre, E-Bass, Elektronische Orgel und Schlagzeug zum Einsatz kamen, erzeugt das Lied dennoch einen klanglichen Gesamteindruck, der dem seiner Entstehungszeit nahekommt. Dazu hat auch beigetragen, dass Stivell 1972 Musiker mit unterschiedlichen stilistischen Hintergründen um sich versammelt hat, so mit Dan Ar Braz einen Elektro-Gitarristen, den Drummer Michel Santangeli, der in den 1960ern mit den Rock-’n’-Roll-Bands Les Chats Sauvages und Les Chaussettes Noires Erfolge gefeiert hatte, und den Sänger Gabriel Yacoub, der im Jahr darauf die Folk-Band Malicorne gründete. Eingeordnet in Stivells Œuvre aus über 50 Jahren entsprechen Text, Musik und Instrumentierung recht passgenau einem Bild, das nicht vorrangig nostalgisch rückwärts gewandt und regional beschränkt ist, sondern für Gegenwart und Zukunft gegen die Einschränkung kultureller Vielfalt und Freiheiten sowie gegen sozioökonomische Unterdrückung Stellung bezieht – einerlei, wo auf der Erde sie sich ereignen.

## Herkunft und Varianten des Liedes
Bernard Lasbleiz hat einschließlich Stivells frühester Fassung 32 historische Versionen von Tri martolod aus dem 19. und 20. Jahrhundert untersucht, die er in Liederbüchern, öffentlichen Archiven, auf Schallplatten und in Listen von Songs gefunden hat. Die älteste dieser Versionen stammt aus dem Cahier de chanson du Croisic von 1809; im Barzaz Breiz von 1839 ist es nicht enthalten. Darunter waren nicht nur bretonisch-, sondern auch etliche französischsprachige Texte, die Titel wie Les trois marins de Nantes („Die drei Matrosen aus Nantes“) oder einen ähnlichen tragen, nicht jedoch solche auf Gallo. All diesen Fassungen ist gemein, dass es darin um Ereignisse aus der Bretagne beziehungsweise unmittelbar angrenzenden Regionen geht. Eine genauere Angabe, in welcher Funktion und Branche – Fischfang, Handelsschifffahrt oder anderes – die jungen Männer tätig sind, enthält keine der Versionen; auch auf Französisch werden sie lediglich allgemein als marins (Seeleute) oder matelots (Matrosen) bezeichnet.

Basse- und Haute-Bretagne (Sprachgebiete nach Francis Gourvil: Langue et litterature bretonnes von 1952)

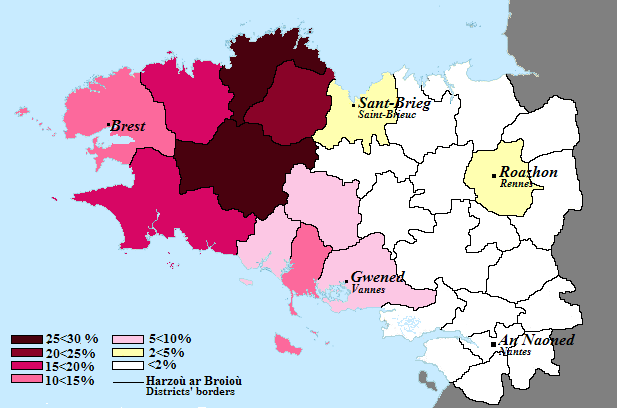
Aktuelle Verbreitung der Bretonischen Sprache (2004)

Auch musikalisch existieren zumindest partielle Unterschiede: Fassungen aus der westlichen Basse-Bretagne (Breizh Izel, Niederbretagne), die auch Alan Stivell verwendet hat, sind einheitlicher als diejenigen aus der näher zu Frankreich hin gelegenen östlichen Haute-Bretagne (Breizh Uhel, Oberbretagne). Eine weitere Differenzierung besteht in der Länge der Lieder: etliche Versionen enthalten lediglich sechs bis zehn Strophen, andere hingegen bis zu zwanzig. Letztere seien nicht nur geeigneter für ausgiebigeres Tanzen, sondern auch sprachlich elaborierter, mit gereimten Verszeilen und teilweise mit einem musikalischen Epilog. Eines dieser Lieder stellt im Titel die weibliche Hauptperson heraus, nämlich La servante du meunier („Die Dienstmagd des Müllers“). Und schließlich existiert sogar eine Fassung aus dem agrarisch geprägten Binnenland, in der aus den Matrosen Knechte und Kerle (valets, bons gars) geworden sind.
Ob das Lied ursprünglich eher im bretonischen – also westlich einer Linie von Saint-Brieuc über Josselin nach Saint-Nazaire, wo das Bretonische im 18. Jahrhundert die einzige Sprache der großen Bevölkerungsmehrheit war – oder im französischen Sprachraum entstanden ist, hält Lasbleiz anhand seiner Untersuchung für nicht entscheidbar. Zwar ist er sich aufgrund eines Vergleiches zweier Texte aus der Mitte des 19. Jahrhunderts relativ sicher, dass die bretonische Version aus dem Pays de Léon jünger als die französische aus Châteaulin ist; denn sie verwendet Wörter, die in keinem zeitgenössischen Bretonisch-Wörterbuch enthalten waren, so beispielsweise konesañs (vom phonetisch gleich klingenden connaissance). Dies seien aber eben nur Mosaiksteine, und Volkslieder hätten oft auch regional vielfältige Wurzeln. Was er hingegen mit einiger Sicherheit sagen könne, sei die Feststellung, dass die frühesten bretonischsprachigen Liedvarianten am Golf von Morbihan entstanden und sich von dort in das nördlich gelegene Finistère ausgebreitet haben.
Zu den anderen Volksliedern, die sich in Tri martolod thematisch wiederfinden, rechnet Lasbleiz insbesondere Aux marches du palais und La Flamande. Tatsächlich wird die Frau, die der Matrose in der Mühle wiedertrifft, in manchen Liedfassungen als Flämin (auf Französisch Flamande, auf Bretonisch Fumelen) bezeichnet, was in Frankreich sowohl für Frauen aus Flandern als auch solche aus dem nordfranzösischen Grenzgebiet zu Belgien steht – zwei Gebiete, die zusammengenommen in etwa die frühneuzeitliche Provinz Artois umfassen. Weshalb in Tri martolod drei oder in Einzelfällen sogar noch mehr Seeleute vorkommen, obwohl es ab der fünften Strophe nur noch um einen einzigen geht, erklärt der Autor mit einem „alten Klischee“, wonach im Volkslied bestimmte Menschen- und Berufsgruppen „stets zu dritt kommen“.
Pascal Lamour merkt zur Frage nach der regionalen und sprachlichen Herkunft des Liedes an, dass in der Basse-Bretagne die dort Gwerzioù genannten Balladen textlich häufig eher den Charakter von Klageliedern aufwiesen, in der Haute-Bretagne hingegen eher die Weisheit des Volkes ausgedrückt hätten. Tri martolod enthält in den langen Fassungen Elemente von beidem: Klagen über die Armut, aber auch die optimistische Sicht, diese zu überwinden, indem man sich die Natur zum Vorbild nehme. In einer weiteren Besprechung wird das Lied als „trotz der materiellen Not der Liebenden […] alles andere als larmoyant“ bezeichnet; vielmehr lade es zum Tanzen ein und entspreche damit einer jahrhundertelang vorherrschenden Einstellung, „materielle Not – wenn sie sich schon nicht aus der Welt schaffen ließ – wenigstens für ein paar Stunden ‚hinwegzutanzen‘.“

## Weitere Versionen seit 1972
Tri martolod, das vor 1972 nur einmal auf Schallplatte veröffentlicht worden war – 1970 auf einer EP der Folkgruppe An Namnediz –, entwickelte sich für den Buchautor Gilles Verlant bis zum Ende des 20. Jahrhunderts zu einem der bedeutendsten identitätsstiftenden Lieder der bretonischen Musik. Für Éric Basset „kommt man an Tri martolod nicht vorbei, wenn man über bretonische Musik spricht“, und laut Bernard Lasbleiz ist es seit Beginn der 1970er Jahre „zweifellos das traditionelle bretonische Lied [geworden], das die größte Popularität genießt.“ Dies schlägt sich in einer Vielzahl von Coverversionen nieder – musicme.com beispielsweise führt 141 Versionen von 41 Interpreten auf –, die hierunter lediglich stark selektiv benannt werden können.

### Von Alan Stivell
Alan Stivell selbst hat Tri martolod in den folgenden Jahrzehnten bei Konzerten vorgetragen und auf weiteren Platten in unterschiedlichen Fassungen und Arrangements unterschiedlicher Länge – zwischen drei und viereinhalb Minuten – mehrfach wiederveröffentlicht. Da die Zuhörer gerade dieses Lied stets von ihm verlangten, wollte er durch seine Variationen „der Routine permanenten Wiederholens entgegenwirken“. Dazu zählen eine rockigere Version auf dem Album Again (1993), bei der er von Pogues-Sänger Shane MacGowan und von Laurent Voulzy begleitet wird, eine Fassung von 1999 gemeinsam mit Tri Yann, Gilles Servat, Dan Ar Braz und L’Héritage des Celtes mit der Gruppe Armens bei einem Konzert im Palais Omnisports von Bercy, eine Aufführung anlässlich der Aufzeichnung seines Jubiläumskonzertes auf DVD (40th Anniversary Olympia 2012), in der es unmittelbar zur abschließend vorgetragenen bretonischen Nationalhymne überleitet, sowie eine Live-Aufnahme von 2016 im Duett mit Joan Baez. Schon 2010 hatte er das Publikum bei einem Auftritt während des Events „Paris-Plages“ zudem mit einer äußerst schnellen und jazzigen Fassung seines „Klassikers“ überrascht. Bei Spotify ist dies neben Bro gozh ma zadoù Stivells am häufigsten aufgerufener Titel (bis Dezember 2024: über 2,7 Millionen Aufrufe), gefolgt von Brian Boru (957.000) und der Suite Sudarmoricaine (737.000), auch dies ein Indiz einer über Jahrzehnte anhaltenden, internationalen und generationsübergreifenden Beliebtheit („Evergreen“).
Im Mai 2009 stand das Lied bei einem ungewöhnlichen Anlass im Mittelpunkt, nämlich bei der offiziellen Zeremonie vor dem Fußball-Pokalendspiel im Stade de France, das mit Stade Rennes und En Avant Guingamp zwei Mannschaften aus der Bretagne erreicht hatten. Beide Vereine hatten den ausrichtenden Landesverband FFF darum gebeten, zusätzlich zur französischen auch die bretonische Nationalhymne zu spielen, was dieser ablehnte. Stattdessen intonierte Alan Stivell, begleitet von zwei Bagadoù aus Guingamp und Rennes, auf dem Stadionrasen Tri martolod, und ein großer Teil der 80.000 Zuschauer sang das Lied mit.

### Von anderen Interpreten

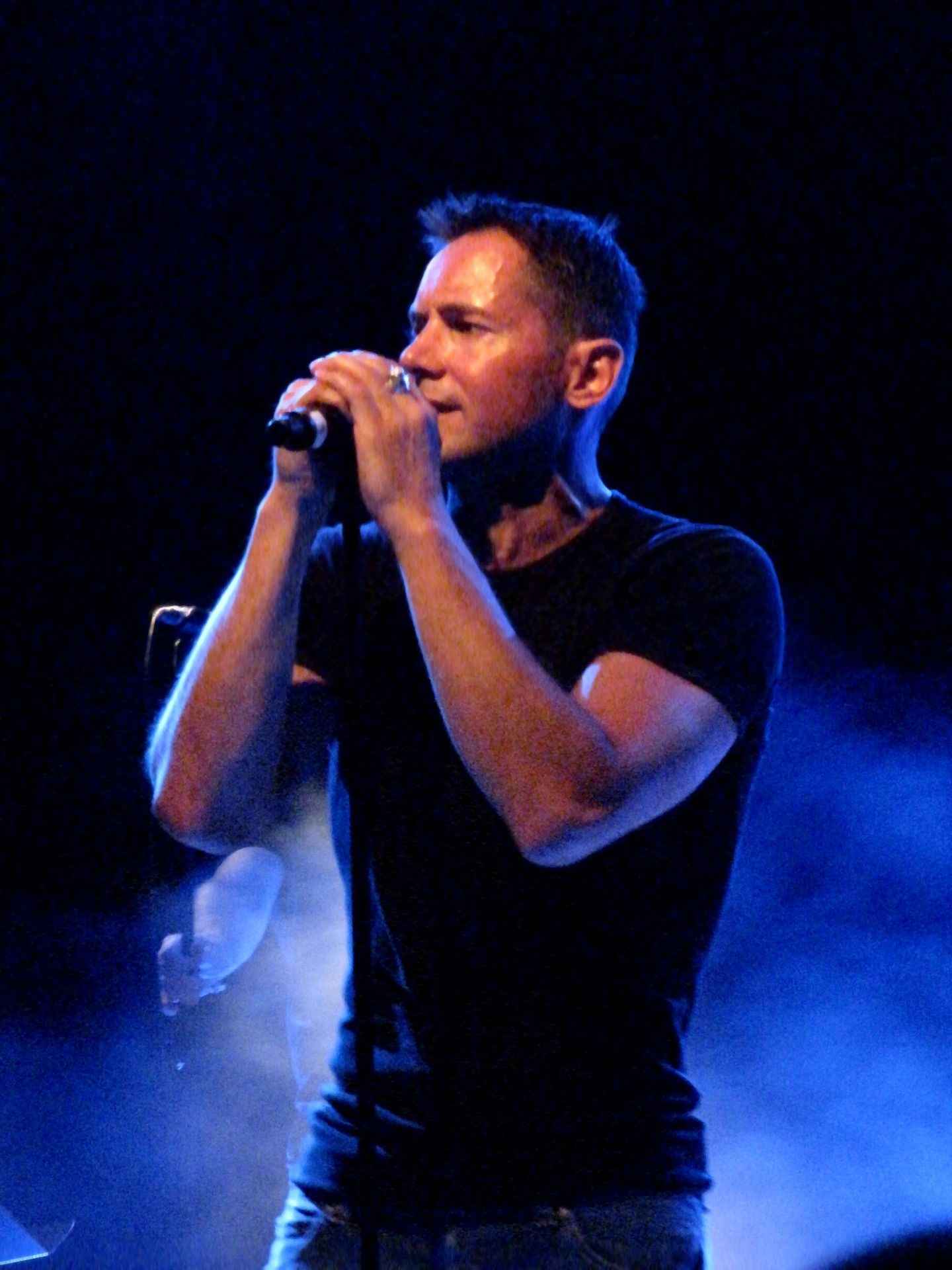
Manau (2010)

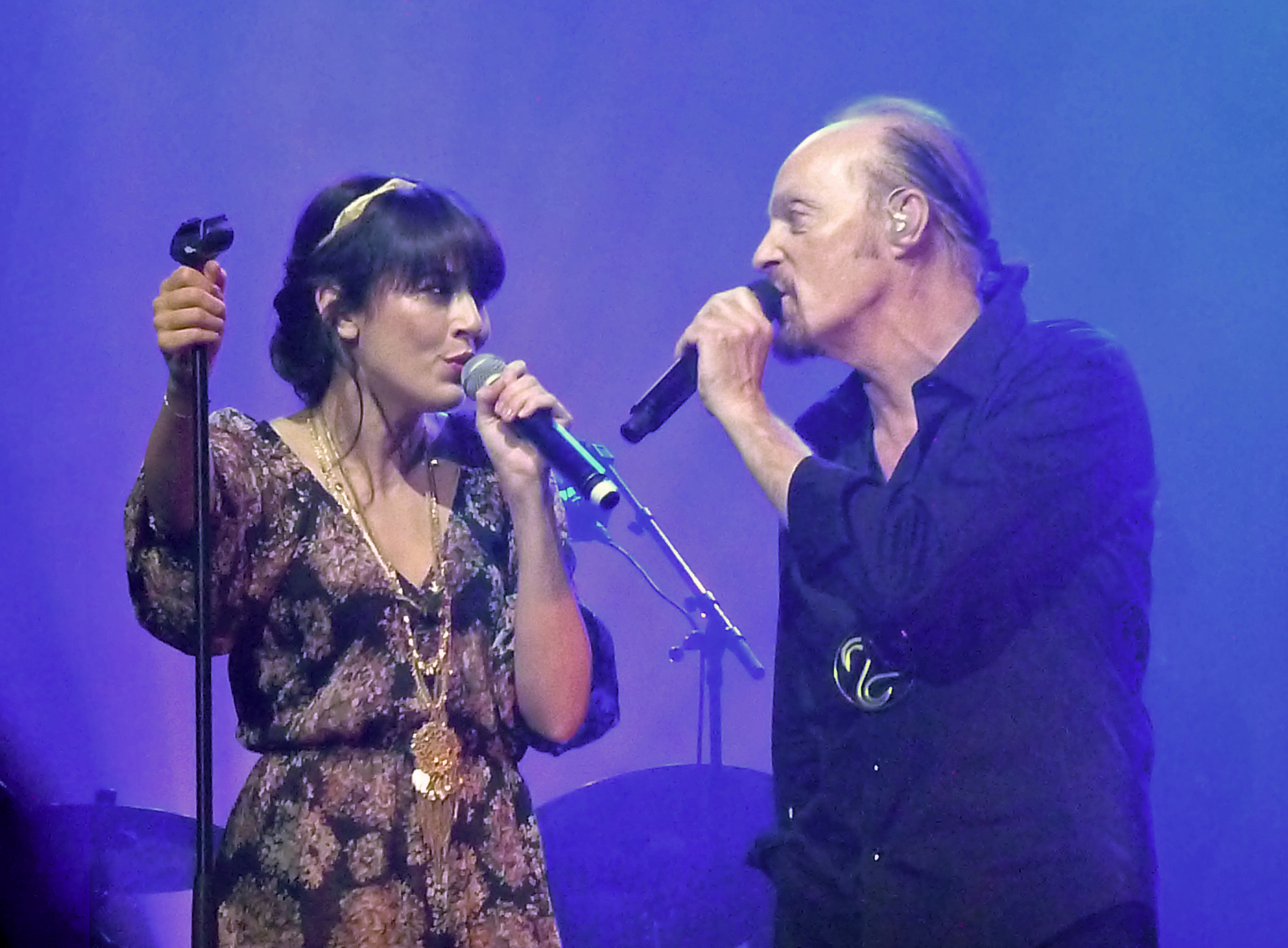
Nolwenn Leroy und Alan Stivell (2012)

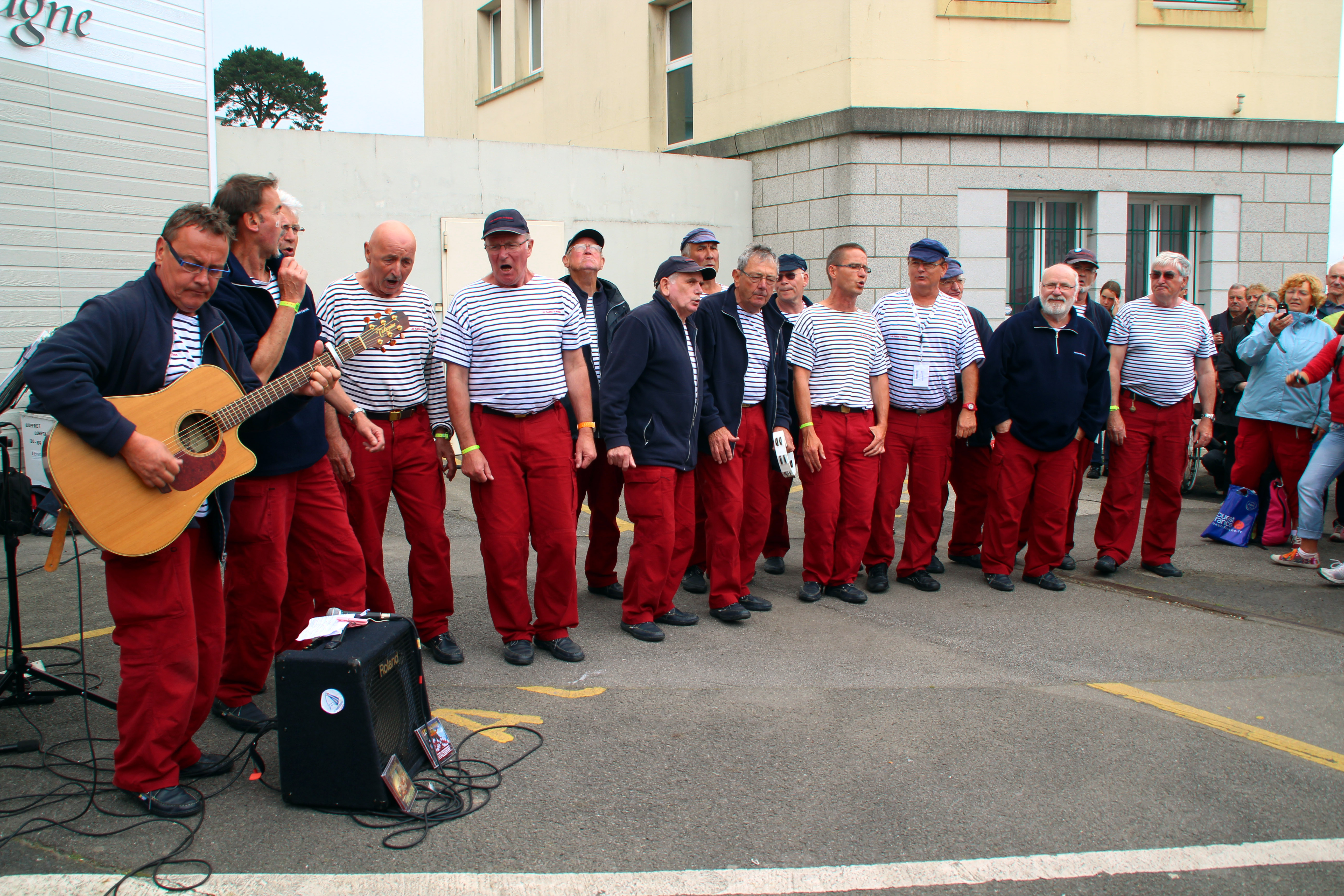
Les Marins d’Iroise (2012)

Auch Tri Yann hatten das Lied bereits 1972 für ihre erste Langspielplatte Tri Yann an Naoned (Drei Jeans aus Nantes) aufgenommen; in den folgenden Jahrzehnten sangen sie es gleichfalls häufig und in unterschiedlichen Versionen, so beispielsweise auf ihrem 2012 veröffentlichten Album Chansons de marins.
Nach einem zwischenzeitlichen Abflauen der nicht nur auf die Musik beschränkten Renaissance des Bretonischen in den 1980er Jahren erweiterte sich der Kreis von Interpreten dieses Stückes ab Mitte der 1990er Jahre beträchtlich, insbesondere beginnend mit einer auf CD veröffentlichten Techno-Version durch Deep Forest (1994) und einer traditionellen Gesangsfassung von Yann-Fañch Kemener, begleitet von dem Pianisten Didier Squiban (1995).
1998 übernahm das Hip-Hop-Trio Manau Teile der Melodie, des Arrangements und der Instrumentierung von Stivell in seinen Millionenseller La Tribu de Dana, der auch auf der mit einem „Victor“ – dem französischen Pendant zu den Grammy Awards – ausgezeichneten LP Panique celtique enthalten ist; beide Tonträger standen wochenlang auf Platz eins der französischen Charts. Alan Stivell war nicht begeistert von diesem „offenkundigen Plagiat“, das längere Abschnitte seiner Version verwendet hatte, ohne sein Einverständnis dafür einzuholen oder wenigstens deren Herkunft anzugeben. Was ihn besonders störte, war die Verwendung seines Original-Intros durch den Sampler, weil er dies auf seiner ersten eigenen, von seinem verstorbenen Vater gebauten keltischen Harfe gespielt hatte, die ihm persönlich auch emotional sehr wichtig sei: „Das hatte etwas von einer Entweihung“. Der Titel des Manau-Hits enthält eine weitere Anlehnung an keltisches Liedgut, nämlich an den gälischen Song Túatha Dé Danann (Das Volk der [Göttin] Danu); diesen hatte Stivell 1983 für den Soundtrack des Films Si j'avais mille ans von Monique Enckell aufgenommen.
2003 veröffentlichte die franko-kanadische Sängerin Claire Pelletier Tri martelod auf ihrer LP En concert au Saint-Denis, im selben Jahr auch Gérard Jaffrès auf seinem Album Viens dans ma maison. Bretonne, Nolwenn Leroys 2010 erschienenes Nummer-eins-Album in Frankreich und Belgien, beginnt mit Tri martolod; für die Sängerin „musste [es] dieses traditionelle Seemannslied und auf Bretonisch sein“. Dessen Single-Auskoppelung erreichte ebenfalls die französischen Charts und weist auf Spotify mittlerweile (Stand: November 2019) fast 2,2 Millionen Aufrufe auf. Das Lied wurde zudem für die NRJ Music Awards auf TF1 in der Kategorie „Französisches Lied des Jahres“ nominiert. Darin hat die Interpretin „die Folk-Elemente [des Liedes] in gefälliger Weise mit der Pop-Kultur [verbunden].“ Bei der Verleihung der Victoires de la Musique 2012 auf France 2 interpretierte Leroy es in einer empathischeren Version, begleitet unter anderem von Virginie Le Furaut (keltische Harfe), Robert Le Gall (Geige) und Frédéric Renaudin (Klavier). Auf einer Konzerttournee im selben Jahr sang sie dieses Lied auch gemeinsam mit Alan Stivell, zudem begleitet von der irischen Band The Chieftains im Olympia. Der aus der Bretagne stammende Shanty-Chor Les Marins d’Iroise veröffentlichte den Titel 2011 als Tri Martelod Yaouank.
Bereits 2008 hatte die Schweizer Folk-Metal-Band Eluveitie sich bei dem Titel Inis Mona, der auf ihrer LP Slania enthalten ist, von Tri martolod inspirieren lassen. Hinter ihrem Titel Ogmios aus dem Jahr 2014 verbirgt sich eine Instrumentalversion dieses Traditionals, in der die Melodie auf einer chromatischen Mundharmonika gespielt wird. Die „Mittelalter-Band“ Dunkelschön trug das Lied bei einem Live-Auftritt bretonischsprachig und mit akustischen Instrumenten, auf ihrem Album Zauberwort (2011) hingegen mit E-Gitarre und -Orgel vor. Im Jahr darauf erschien auf Bis ans Ende der Welt von Santiano zusammen mit der Sängerin Synje Norland eine deutschsprachige Fassung mit einzelnen Versen auf Bretonisch. Auch andere deutsche Gruppen haben danach bevorzugt die Version des Liedes auf Bretonisch gesungen und auf Langspielplatten veröffentlicht, so beispielsweise Tibetréa auf Peregrinabundi (2014), Annwn auf Enaid (2016) und Connemara Stone Company auf Toss the Feathers (2018). Darüber hinaus existiert eine Interpretation in der Musikrichtung Frenchcore von Dr. Peacock.
In den 2000er Jahren ist es außerdem zu einer Vielzahl von Interpretationen in weiteren Sprachen und Dialekten gekommen, so beispielsweise 2005 auf Polnisch von Ryczące Shannon mit Cornemuse und E-Gitarre, 2008 von Nachalo Veka auf Russisch, betitelt Тебя Ждала (Ich habe auf dich gewartet), und auf Ungarisch von Arany Zoltán. Die Ex-Chöre der Roten Armee sangen das Lied 2012 bei einem Auftritt in Frankreich gleichfalls und veröffentlichten es 2016 auf CD. 2013 kamen Versionen auf Tahitianisch und Hindi (Olli and the Bollywood Orchestra auf dem Album Olli Goes To Bollywood, betitelt Teen Aazaad Naavik), 2015 eine korsische Fassung (Trè Marinari von Jean Marc Ceccaldi) hinzu.
Stellvertretend für die äußerst zahlreichen Instrumentalfassungen von Tri Martolod sei diejenige von André Rieu mit seinem Johann-Strauss-Orchester erwähnt, die auf dem Album Dansez maintenant ! zwischen Schwanensee und Wien wird bei Nacht erst schön erklingt. Das Lied gehört aber insbesondere auch zum Repertoire vieler traditioneller Instrumentalgruppen (bagadoù), die ganz überwiegend aus der Bretagne stammen und seit 1949 eine jährliche Landesmeisterschaft austragen, bei der sie in fünf Qualitätskategorien eingeteilt werden. In den 2010er-Jahren gehören danach alleine 75 von ihnen zu den obersten vier „Ligen“, alle anderen zur fünften Kategorie.

## Nachweise und Anmerkungen
1. ↑  Bernard Lasbleiz, Tri martolod à travers les mailles du filet, 1999, S. 15; siehe auch den Liedtext einer Langfassung mit 15 Strophen auf Bretonisch und Französisch sowie einer Notation der Gesangsstimme.
2. ↑  Pascal Lamour, Un monde de musique bretonne, 2018, S. 36.
3. 1 2 3 4  Bernard Lasbleiz, Tri martolod à travers les mailles du filet, 1999, S. 15.
4. ↑  Seit dem Mittelalter war Nantes die historische bretonische Hauptstadt gewesen, ehe durch Verfügung des Vichy-Regimes 1941 die Stadt und das umgebende Département Loire-Atlantique (auf Bretonisch Liger-Atlantel, Ordnungsnummer 44) von der neuzeitlichen Verwaltungsregion Bretagne (Breizh ) abgetrennt wurde. Mit Bretagne réunie, 44 = Breizh und Breizh 5/5 gibt es im 21. Jahrhundert aber eine Reihe von Vereinen und Bewegungen, die die Wiedervereinigung aller fünf bretonischen Départements anstreben.
5. 1 2  Bernard Lasbleiz, Tri martolod à travers les mailles du filet, 1999, S. 16.
6. ↑  Stivells 1972er-Fassung bei YouTube
7. ↑  Seit die Zentralregierung in Paris 1977 mit der Bretonischen Kulturcharta in der Bretagne den bilingualen Unterricht (Französisch und Bretonisch) an allen Schulen zugelassen hatte, stieg die Zahl der daran teilnehmenden Schüler von 1.774 (1992) auf mehr als 14.000 (2012) – Jean-Jacques Monnier und Jean-Christophe Cassard, Toute l’histoire de Bretagne, 2014, S. 813.
8. ↑  Jean-Jacques Monnier und Jean-Christophe Cassard, Toute l’histoire de Bretagne, 2014, S. 773.
9. ↑  Laurent Bourdelas, Alan Stivell, 2017, S. 20 und 62.
10. ↑  Laurent Bourdelas, Alan Stivell, 2017, S. 76 und 80.
11. ↑  Review der Konzertaufzeichnung von Bruce Eder bei allmusic.com
12. ↑  Artikel „L’hymne bis“ aus dem Magazin Bretons, Heft 80, Oktober/November 2012
13. ↑  Laurent Bourdelas, Alan Stivell, 2017, S. 77.
14. ↑  Artikel „Alan Stivell, aus vielen Richtungen beeinflusst“ vom 29. Februar 2008 bei telerama.fr
15. ↑  Joël Cornette, Histoire de la Bretagne et des Bretons, 2005, Band 2, S. 325. Obwohl Frankreich im Frieden von Utrecht (1713) seine territorialen Ansprüche auf Neufundland verloren hatte, behielt es bis 1904 an der dortigen sogenannten Französischen Küste (French Shore) doch weiterhin Fischereirechte (siehe The French Treaty Shore auf heritage.nf.ca). Nur 25 Kilometer südlich Neufundlands befindet sich mit Saint-Pierre-et-Miquelon das im 21. Jahrhundert letzte französische Territorium der einstmaligen Kolonie Neufrankreich (Nouvelle-France).
16. ↑  Joël Cornette, Histoire de la Bretagne et des Bretons, 2005, Band 2, S. 111 ff.
17. ↑  Joël Cornette, Histoire de la Bretagne et des Bretons, 2005, Band 2, S. 325 f. und 329.
18. ↑  Jean-Jacques Monnier und Jean-Christophe Cassard, Toute l’histoire de Bretagne, 2014, S. 402.
19. ↑  Jean-Jacques Monnier und Jean-Christophe Cassard, Toute l’histoire de Bretagne, 2014, S. 394.
20. ↑  Joël Cornette, Histoire de la Bretagne et des Bretons, 2005, Band 2, insbesondere S. 44–47.
21. ↑  Jean-Jacques Monnier und Jean-Christophe Cassard, Toute l’histoire de Bretagne, 2014, S. 384.
22. ↑  „Microvariations dans la mélodie […] car le rhythme échappe parfois à toute régularité, pour les marches comme pour les mélodies“ – Pascal Lamour, Un monde de musique bretonne, 2018, S. 34 f.; ähnlich auch Roland Becker und Laure Le Gurun, Musique bretonne, 2021, S. 29 ff., in ihrer Analyse der rhythmischen und melodischen Strukturen bretonischer Musik.
23. ↑  Tom Kannmacher: Das deutsche Volkslied in der Folksong- und Liedermacherszene seit 1970. In: Jahrbuch für Volksliedforschung, Band 23 (1978), S. 38.
24. 1 2 3 4 5  Das bretonische Volkslied Tri martolod bei literaturplanetonline.de
25. ↑  siehe das Notenblatt bei pagesperso-orange.fr
26. ↑  Vgl. partitions.bzh.
27. ↑  „[…] que les modes employées ne se réduisent pas au majeur et au mineur. Malgré un ambitus restreint, ne dépassant guère l’octave et la plupart du temps la sixte, on dénombre plus d’une vingtaine d’échelles diatoniques, souvent voisines des échelles pentatoniques“ – Roland Becker und Laure Le Gurun, Musique bretonne, 2021, S. 31.
28. ↑  1990 wurden in der Bretagne etwa 300 dieser oft mehrtägigen Veranstaltungen abgehalten. 2012 war deren Anzahl auf 1.500 angestiegen, und sie waren auch nicht mehr nur auf die Bretagne selbst beschränkt – Jean-Jacques Monnier und Jean-Christophe Cassard, Toute l’histoire de Bretagne, 2014, S. 812 und 822.
29. 1 2 3  Laurent Bourdelas, Alan Stivell, 2017, S. 74.
30. ↑  Bei zwei historischen Liedfassungen ist sogar die ausdrückliche Anweisung vermerkt, dass der Refrain „stärker betont und schneller gesungen“ werden solle – Bernard Lasbleiz, Tri martolod à travers les mailles du filet, 1999, S. 17.
31. ↑  Laurent Bourdelas, Alan Stivell, 2017, S. 245.
32. ↑  Gavotte de Lannilis (Seite nicht mehr abrufbar, festgestellt im Januar 2023. Suche in Webarchiven)  Info: Der Link wurde automatisch als defekt markiert. Bitte prüfe den Link gemäß Anleitung und entferne dann diesen Hinweis., Text und Tanz-Video bei lannig.e-monsite.com („Bretonische Tänze erlernen“).
33. 1 2  Bernard Lasbleiz, Tri martolod à travers les mailles du filet, 1999, S. 17.
34. ↑  Pascal Lamour, Un monde de musique bretonne, 2018, S. 20.
35. ↑  Joël Cornette, Histoire de la Bretagne et des Bretons, 2005, Band 2, S. 588.
36. ↑  Laurent Bourdelas, Alan Stivell, 2017, S. 82.
37. ↑  Gilles Verlant (Hrsg.): L’encyclopédie de la Chanson française. Des années 40 à nos jours. Éd. Hors Collection, Paris 1997, ISBN 2-258-04635-1, S. 134 f.
38. ↑  Catherine Franc: Le Moyen Age dans la musique populaire régionale en France contemporaine., in: Timo Obergöker / Isabelle Enderlein (Hrsg.): La chanson française depuis 1945. Intertextualité et intermédialité., Martin Meidenbauer, München 2008, ISBN 978-3-89975-135-2, S. 211 und 218.
39. ↑  Bernard Lasbleiz, Tri martolod à travers les mailles du filet, 1999, S. 19.
40. ↑  Gallo war die in großen Teilen der Haute-Bretagne verbreitete Sprache, die seit Beginn der frühen Neuzeit aber sukzessive durch das Französische verdrängt worden war.
41. 1 2 3  Bernard Lasbleiz, Tri martolod à travers les mailles du filet, 1999, S. 14.
42. ↑  Bernard Lasbleiz, Tri martolod à travers les mailles du filet, 1999, S. 18.
43. ↑  Diese Trennlinie ist auch in der Verbreitung der Ortsnamen sichtbar: westlich dominiert das bretonische ker, östlich das französische ville – Jean-Yves Le Moing: Noms de lieux de Bretagne. Éd. Christine Bonneton, Paris 2007, ISBN 978-2-86253-404-6, S. 149 f.
44. ↑  Jean-Jacques Monnier und Jean-Christophe Cassard, Toute l’histoire de Bretagne, 2014, S. 419.
45. ↑  Dies widerlegt die These Éric Bassets – bei der es sich gegebenenfalls auch um einen Druckfehler handeln könnte, zumal Basset keinerlei Begründung oder Quellen für diese späte Datierung anführt –, das Lied sei „zweifellos gegen Ende des 19.[sic!] Jahrhunderts von einem Hochseefischer komponiert“ worden – Éric Basset, 50 ans de musique bretonne, 2023, S. 55.
46. ↑  Pascal Lamour, Un monde de musique bretonne, 2018, S. 33–35.
47. ↑  Das bretonische Volkslied Tri martolod bei literaturplanetonline.de; ein Ausschnitt aus der An-Namnediz-Fassung findet sich bei nozbreizh.fr, genauere Angaben und das Plattencover der EP bei discogs.com.
48. ↑  Gilles Verlant (Hrsg.): L’encyclopédie de la Chanson française. Des années 40 à nos jours. Éd. Hors Collection, Paris 1997, ISBN 2-258-04635-1, S. 143.
49. ↑  Éric Basset, 50 ans de musique bretonne, 2023, S. 55.
50. ↑  Versionsliste von Tri martolod bei musicme.com
51. ↑  Laurent Bourdelas, Alan Stivell, 2017, S. 151.
52. ↑  Tri Martolod bei den „Bretagnes à Bercy“ auf YouTube
53. ↑  Laurent Bourdelas, Alan Stivell, 2017, S. 231.
54. ↑  Laurent Bourdelas, Alan Stivell, 2017, S. 206; Zitat auf S. 170.
55. ↑  Erklärung der FFF (Memento vom 10. Mai 2009 im Internet Archive) vom 6. Mai 2009 (Archivlink) – Fünf Jahre später standen sich diese beiden Vereine erneut im Pokalfinale gegenüber, und diesmal erlaubte die FFF offiziell, dass die bretonische nach der französischen Nationalhymne gespielt werden durfte. Mittlerweile war mit Noël Le Graët ein Bretone an die Spitze des Fußballverbandes gewählt worden.
56. ↑  Laurent Bourdelas, Alan Stivell, 2017, S. 198; siehe auch den Filmausschnitt dieses Auftrittes bei YouTube.
57. ↑  Chansons de marins mit Titelliste bei discogs.com; eine frühere Version von Tri Yann aus dem Jahr 1981 findet sich bei YouTube.
58. ↑  Pascal Lamour, Un monde de musique bretonne, 2018, S. 52 f.
59. ↑  Version von Kemener und Squiban bei YouTube
60. ↑  Video von La Tribu de Dana bei YouTube
61. ↑  Artikel „La tribu de Dana“ vom 20. August 2005 in Le Monde
62. ↑  Hubert Thébault: La Tribu de Dana. in: Christian-Louis Eclimont (Hrsg.): 1000 Chansons françaises de 1920 à nos jours. Flammarion, Paris 2012, ISBN 978-2-08-125078-9, S. 876.
63. ↑  Gilles Verlant weist darauf hin, dass Text und Musik dieses etwa 200 Jahre alten Volkslieds der Public domain unterlagen – Gilles Verlant: L’Odyssée de la Chanson française. Éd. Hors Collection, Paris 2006, ISBN 978-2-258-07087-5, S. 312.
64. ↑  Artikel „Polemik über einen ‚Sample‘ von Stivells Tri martolod durch Manau“ vom 15. August 1998 in L’Humanité
65. ↑  Laurent Bourdelas, Alan Stivell, 2017, S. 134.
66. ↑  Claire Pelletier im Konzert von St-Denis bei YouTube
67. ↑  Laurent Bourdelas, Alan Stivell, 2017, S. 209.
68. ↑  Video des Leroy-Auftrittes 2012 bei YouTube
69. ↑  TV-Aufzeichnung des Konzerts am Saint Patrick’s Day in Brest bei YouTube
70. ↑  Nolwenn Leroy und die Chieftains bei YouTube
71. ↑  Vortrag der Marins d’Iroise bei dem Seemannslieder-Festival 2011 in Paimpol auf YouTube
72. ↑  Eluveities Ogmios bei YouTube
73. ↑  Videos einer Live- (unplugged) und der Schallplattenversion von Dunkelschön, beide bei YouTube
74. ↑  Santiano-Video bei YouTube
75. ↑  Dr. Peacock: Dr. Peacock - Tri Martolod. Abgerufen am 27. Februar 2021.
76. ↑  Video von Тебя Ждала bei YouTube und offizielle Webseite der Künstlerin (nachaloveka.ru).
77. ↑  Artikel „Der General, der Tri martolod von den Chören der Roten Armee singen lässt“ vom 16. März 2012 bei Ouest-France und CD-Box mit Titelliste und Hörprobe (Memento des Originals vom 27. März 2019 im Internet Archive)  Info: Der Archivlink wurde automatisch eingesetzt und noch nicht geprüft. Bitte prüfe Original- und Archivlink gemäß Anleitung und entferne dann diesen Hinweis. bei indigo.de.
78. ↑  Artikel „Tahiti. Tri Martolod in der Blumenkranz-Version“ vom 10. März 2013 bei letelegramme.com
79. ↑  CD-Album und Liste der Songs bei discogs.com
80. ↑  Tré Marinari. (Memento des Originals vom 28. Oktober 2018 im Internet Archive)  Info: Der Archivlink wurde automatisch eingesetzt und noch nicht geprüft. Bitte prüfe Original- und Archivlink gemäß Anleitung und entferne dann diesen Hinweis. Diskographie von Jean Marc Ceccaldi (Scelta Celta, 2015, Song Nr. 5).
81. ↑  Tracklist von Dansez maintenant ! bei universalmusic.fr
82. ↑  Pascal Lamour, Un monde de musique bretonne, 2018, S. 147–153.